# Gisement Old Harry
 (août 2011).
Si vous disposez d'ouvrages ou d'articles de référence ou si vous connaissez des sites web de qualité traitant du thème abordé ici, merci de compléter l'article en donnant les références utiles à sa vérifiabilité et en les liant à la section « Notes et références ».
Le gisement Old Harry se trouve dans le golfe du Saint-Laurent, dans la province de Québec, au Canada. Ce gisement d'hydrocarbures fut baptisé en l’honneur du lieu habité le plus près, Old Harry, un petit village de pêcheurs des Îles-de-la-Madeleine.
Le gisement Old Harry est situé plus précisément dans le chenal Laurentien, à 80 kilomètres des îles de la Madeleine et à 100 kilomètres de la baie Saint-Georges, à cheval sur la frontière disputée entre Québec et Terre-Neuve-et-Labrador. Bien que les données ainsi recueillies lors d'études géologiques laissent croire à la présence d’hydrocarbures dans le gisement, aucun forage de reconnaissance n’a été fait jusqu'en 2011 pour prouver hors de tout doute le potentiel d’exploitation. Toutefois, l’histoire géologique de la région constitue une autre raison de croire en l’existence d’un gisement d’hydrocarbures important.

## Localisation et exploration

Le positionnement du gisement Old Harry

Le gisement s’étend entre le 60e et le 61e méridien ouest ainsi qu’entre le 48e et 49e parallèle nord.
D’une profondeur approximative de 450 m, ce gisement a été découvert dans les années 1970 par Texaco. Depuis 1996, les permis d’exploration — tant du côté québécois que du côté terre-neuvien — de cette structure géologique d’une trentaine de kilomètres de long par une douzaine de kilomètres de large appartiennent à Corridor Resources inc., une entreprise canadienne basée à Halifax. Ces permis ont été renouvelés en 2008 pour une durée de cinq ans auprès du Canada-Newfoundland and Labrador Offshore Petroleum Board (C-NLOPB).
Grâce à ces permis, Corridor Resources inc. a pu effectuer des levés sismiques, dont un d’une durée de quatre jours, en octobre 2010[réf. nécessaire]. Cette méthode consiste à mettre en place des capteurs, ou géophones, et de provoquer des explosions ou des vibrations mécaniques vers la zone étudiée. Celles-ci sont par la suite réfléchies par les couches rocheuses à diverses profondeurs puis enregistrées en signaux électriques par un sismographe pour enfin être converties en images 2D ou 3D à la suite du traitement informatique des données. Ce processus permet d’en connaître davantage sur la structure géologique et, parfois, de connaître l’emplacement et l’étendue des couches poreuses qui s’y trouvent.

## Formation
Les zones marines et l’estuaire du Saint-Laurent, de par leur géologie favorable, sont au cœur de la stratégie de mise en valeur des ressources pétrolières et gazières du Québec. Le substrat rocheux et les sédiments du golfe abritent effectivement d’abondantes ressources. On y retrouve des minéraux non combustibles, tels que le sable, le gravier, les sables siliceux et les minéraux lourds (par exemple l’or, le fer et le titane), mais également des combustibles fossiles, comme le charbon, le pétrole, le gaz naturel et les hydrate de méthane. De plus, ces zones sédimentaires présentent des similitudes frappantes avec plusieurs bassins prolifiques du sud et de l’est des États-Unis : bassin d’Arkoma avec le gisement de Wilberton, le Black Warrior en Alabama et au Mississippi, le nord et l’ouest du Texas, le bassin Appalachien ainsi que celui de l’ouest de Terre-Neuve. Ceux-ci partagent en partie le même âge (Ordovicien, le second des six systèmes géologiques constituant le Paléozoïque, de — 488,3 Ma à —443,7 Ma) et le même environnement de dépôt (rampe à carbonates). Ces ressemblances expliquent, en partie, la popularité croissante des activités de prospection dans la région, puisque les chances d’y découvrir un gisement sont plus élevées.
Le gisement Old Harry serait un piège d’hydrocarbure de type dôme salin. Tel que l’explique le spécialiste en énergie Robert Bott, ce piège en est un où « sous le poids des couches de roches sus-jacentes, les couches de sel remontent en dômes de sel et en dorsales. Le pétrole et le gaz se trouvent piégés dans les plis et le long des failles qui surmontent le dôme ainsi que dans les couches de grès poreux retournées le long des flancs du dôme ».
Chaque piège d’hydrocarbure courant nécessite trois éléments : une roche-réservoir qui accumule le pétrole et le gaz, une couverture de roche imperméable qui empêche le pétrole et le gaz de s’échapper et, bien évidemment, une source de pétrole et de gaz. Or, le piège Old Harry, avant même d’être découvert, avait été coupé par une frontière en deux parts inégales. Le Québec s’est retrouvé favorisé, puisque 70 % de la structure s’est retrouvée en eaux québécoises. Aujourd’hui, Terre-Neuve-et-Labrador compte contester cette décision à laquelle ils ont pourtant pris part dans les années 1960.

## Litige sur la frontière Québec-Terre-Neuve-et-Labrador
Le 30 septembre 1964, les premiers ministres des quatre provinces maritimes se sont rencontrés à Halifax afin de partager le golfe du Saint-Laurent dans le but d’assurer « la mise en valeur efficace, économique et ordonnée de la prospection des minéraux ».  Le premier ministre du Québec, Jean Lesage, a par la suite joint sa voix à celles de ses homologues pour donner plus de poids à la proposition de partage qui allait être soumise à Ottawa. Celle-ci prévoyait le tracé d’une ligne frontalière à l’est des Îles-de-la-Madeleine et de l’île d’Anticosti, tel qu’illustré sur la carte 1.1. Or, le plan élaboré par les provinces n’a pas été ratifié par le premier ministre canadien de l’époque, Lester B. Pearson. Effectivement, en vertu de la constitution canadienne, bien que celle-ci puisse laisser place à l’interprétation, c’est au gouvernement fédéral d’effectuer ce découpage. Ainsi, selon Terre-Neuve-et-Labrador, qui souhaite mettre le grappin sur une plus grande part du gisement Old Harry, l’entente de 1964 était caduque dès le départ. À l’aide de cet argument, la première ministre terre-neuvienne Kathy Dunderdale souhaite contester la frontière avec le Québec.
Or, Québec demeure confiant de conserver les acquis de 1964, particulièrement depuis la conclusion, le 24 mars 2011, de l’entente avec le gouvernement fédéral sur les redevances tirées de l'exploitation du gisement d'hydrocarbures Old Harry. En entrevue sur les ondes de RDI, la ministre québécoise des Ressources naturelles, Nathalie Normandeau, a affirmé qu’une contestation de Terre-Neuve-et-Labrador ne pourrait se mettre en branle que le jour où les lois assurant la mise en œuvre de l’entente seraient adoptées, soit après deux ans. À ce moment, selon Mme Normandeau, « les mécanismes de règlements de différends ou d’arbitrage qui seront mis en œuvre se feront à l’avantage du Québec ». Advenant un tel scénario, un tribunal d’arbitrage serait créé, comme ce fut le cas dans une cause similaire opposant Terre-Neuve-et-Labrador et la Nouvelle-Écosse au début des années 2000. Ultimement, ce sera à Ottawa de trancher la question si l’impasse persiste malgré le processus d’arbitrage. Une reconnaissance définitive du tracé permettra de mettre fin à l’incertitude qui jusqu’à maintenant pouvait rebuter certaines entreprises à investir massivement dans le golfe. Les deux camps mettront sans doute beaucoup de moyens en œuvre pour remporter cette bataille juridique, considérant les retombées économiques qui sont en jeu.

## Potentiel économique
Bien qu’aucun forage d’exploration n’ait été effectué jusqu’à maintenant pour confirmer la présence d’hydrocarbures dans le prospect Old Harry, le potentiel de ce dernier est très élevé. Selon certains experts, la structure géologique Old Harry pourrait présenter des réserves récupérables d’hydrocarbures de 5 Tcf (trillion cubic feet), soit plus de 140 milliards de mètres cubes, ce qui reste à vérifier par des forages exploratoires. Ces réserves représenteraient la consommation du Québec en gaz naturel pour une vingtaine d’années.
Suivant les plus récentes estimations du ministère des Ressources naturelles du Québec, le gisement renfermerait l’équivalent de 2 milliards de barils de pétrole. Basés sur un prix du baril de 100 $, un taux de récupération de la ressource à 50 % et le régime de redevances actuel, les calculs du gouvernement affirment que l’exploitation du gisement permettrait à la province de récupérer 9 milliards de dollars au total. Évidemment, les chiffres varient d’une étude à l’autre et d’un expert à l’autre puisqu’ils sont basés sur des approximations. Or, il est important de noter que le régime de redevances pourrait être bonifié par la participation d’Hydro-Québec au projet. En 2003, la société d’État a acheté à Corridor Resources, pour la somme de 500 000 dollars, une option qui lui permettrait de participer à des forages. Ainsi, Hydro-Québec pourrait partager 25 % à 50 % du coût des travaux d’exploration du côté québécois et, en cas de découverte d’un gisement, toucher un intérêt minimum net de 18,75 %.
En 2002, le BAPE a publié une analyse macroéconomique fort étayée afin de démontrer le caractère très favorable de la mise en service du projet d’approvisionnement Old Harry. On y prévoit la hausse de la demande de pétrole dans le monde, tant en Amérique du Nord qu’ailleurs, ainsi que l’arrivée à maturité de certains gisements exploités à même le continent, ce qui provoquerait une diminution de l’offre. Ainsi, Old Harry, moyennant un investissement en amont de 1,37 milliard de dollars, se situait au second rang des solutions d’approvisionnement, derrière le delta du Mackenzie dans les Territoires du Nord-Ouest et devant des projets sur la côte est ainsi que la construction de terminaux qui permettraient d’importer des hydrocarbures de Trinité/Venezuela en sol nord-américain. La proximité de bassins de consommateurs importants, tels que Boston et la Nouvelle-Angleterre, faciliterait également le transport et la vente des hydrocarbures d’Old Harry. Toutefois, il faut souligner que cette étude publiée en 2002 prévoyait une mise en service du projet avant 2010. Une mise à jour est attendue pour 2012.
En mars 2011, Québec a signé une entente avec le gouvernement fédéral qui lui permettra de retirer 100 % des redevances liées à l’exploitation du gisement, à l’instar de Terre-Neuve-et-Labrador via l’Accord atlantique signé en 1985 et à la Nouvelle-Écosse, qui jouit de privilèges semblables grâce à l’Accord sur les hydrocarbures extracôtiers de 1986, renouvelé en 2005. Or, ces deux provinces ont négocié de telle sorte que les redevances tirées des hydrocarbures ne viennent pas réduire les montants de péréquation qui leur étaient versés. Bien que Terre-Neuve-et-Labrador ne touche plus de péréquation depuis deux ans, elle a obtenu, au fil des ans, une compensation de 4,25 milliards de dollars, alors que la Nouvelle-Écosse a touché 900 millions de dollars en vertu d’une entente semblable. Québec devra donc, si elle veut tirer plein profit de l’exploitation des hydrocarbures, négocier avec Ottawa afin de ne pas voir ses paiements de péréquation sabrés. Les paiements de transfert en santé ainsi que le programme canadien de péréquation doivent être revus d’ici 2014, ce qui permettra au gouvernement québécois d’engager des discussions avec son vis-à-vis fédéral.	
Toutefois, il est important de souligner que l’exploitation d’Old Harry, à elle seule, ne permettrait pas au Québec de devenir une province riche. Selon un document publié en mars dernier par le ministère des Finances : « Pour que le Québec ne reçoive plus de  péréquation, il aurait besoin de tirer de ses ressources naturelles environ 14 milliards de dollars de plus que les 3 milliards de dollars qu’il obtient déjà, pour un total de 17 milliards de dollars de revenus, ce qui représente une augmentation d’environ 460 % ». Néanmoins, nous ne pouvons pas négliger la création d’emplois que susciterait un tel projet. À titre de comparaison, le projet Hibernia, au large de Terre-Neuve-et-Labrador, emploie directement 800 travailleurs qualifiées ; 3000 si on y ajoute les emplois indirects. Or, malgré cela, le projet fait face à une opposition farouche au sein des communautés avoisinantes.

## Opposition au projet et impact environnemental
Le spectre de la catastrophe écologique survenue en avril 2010 dans le golfe du Mexique est venu jeter une ombre sur le projet d’exploitation des hydrocarbures du golfe du Saint-Laurent. L’explosion de la plate-forme Deepwater Horizon appartenant à British Petroleum a fait 11 morts, en plus de déverser des centaines de millions de litres de pétrole dans le golfe, face à La Nouvelle-Orléans. Cet événement a attisé l’inquiétude et la méfiance des riverains canadiens, qui ne voyaient pas forcément d’un bon œil l’installation d’une ou plusieurs immenses plates-formes de forage à un peu moins de 100 kilomètres des côtes. Les opposants au projet se sont organisés et ont formé deux coalitions, dont Attention FragÎles, un mouvement pour la valorisation du patrimoine naturel madelinot, et la Coalition Saint-Laurent. Cette dernière regroupe 60 organismes et associations issus de secteurs économiques variés, dont Nature Québec et la Fondation David Suzuki, en plus de 2400 individus. Les membres de la Coalition demandent que soit décrété un moratoire sur l'exploration et l'exploitation des hydrocarbures dans l'ensemble du golfe du Saint-Laurent. Ils prônent une gestion intégrée des ressources du golfe et insistent sur l’importance de la concertation entre les provinces concernées.
Dans une présentation intitulée Explorer et exploiter le gaz et le pétrole dans le Saint-Laurent? Pour un choix collectif, éclairé et prudent, la coalition élabore sur les risques d’un déversement dans le golfe. De par son statut de mer intérieure semi-fermée, 6,5 fois plus petite que le golfe du Mexique, le golfe du Saint-Laurent serait difficilement comparable aux autres mers ou golfes où se déroulent des activités d’exploration et d’exploitation d’hydrocarbures à travers le monde. La coalition le décrit comme un « écosystème très fragile qui comprend des zones de reproduction, de croissance et de migration pour des crustacés, mollusques, poissons et mammifères marins ». Le biologiste Thierry Gosselin y fait également la nomenclature des impacts environnementaux possibles : pollution de l’air et de l’eau environnante, privation d’accès à des zones de pêche, destruction d’habitats, brassage et mise en suspension de sédiments parfois toxiques, augmentation du transport aérien et maritime, déplacement des oiseaux affectés par l’éclairage des plateformes pétrolières, etc.
Le 13 juin 2011, les deux regroupements ont eu une confirmation de la portée de leurs revendications, bien qu’ils ne puissent crier victoire. Le Canada-Newfoundland and Labrador Offshore Petroleum Board (C-NLOPB) a demandé au gouvernement fédéral de mettre sur pied un comité pour examiner les impacts de l'exploration pétrolière dans le golfe, en plus de soumettre le projet à une audience publique en vertu des règles de la Loi canadienne sur l’évaluation environnementale. Bien que l’Office juge que les risques environnementaux liés au projet d'exploration pétrolière de Corridor Ressource sont faibles, il a adressé cette demande en bonne et due forme au ministre fédéral de l’Environnement, Peter Kent. Or, le gouvernement du Québec n’a pas appuyé cette demande, puisqu’il attend les résultats d’une évaluation environnementale stratégique (ÉES) sur les forages pétroliers et gaziers dans le golfe du Saint-Laurent. Ceux-ci seront connus en 2012, mais ne porteront que sur la partie québécoise du gisement, s’arrêtant à 6 kilomètres de la frontière commune avec Terre-Neuve-et-Labrador. Corridor Resources souhaite procéder à un premier forage d’exploration du côté terre-neuvien la même année.
En 1997, une Commission d’évaluation environnementale, semblable à celle demandée par le C-NLOPB dans le dossier Old Harry, avait été mise sur pied pour étudier le projet de mise en valeur du gisement extracôtier Terra Nova, à l’est de Terre-Neuve-et-Labrador. On y affirmait entre autres que les « effets des projets d’exploitation du pétrole en mer [ont] la particularité d’empêcher les autres formes d’exploitation des zones océaniques ». Or, la pêche est une activité importante dans les cinq provinces entourant le golfe et ce, malgré son déclin depuis les années 1990. Cette mise en garde n’avait pourtant pas empêché la mise en branle du projet.